# Concepción Tutuapa

Concepción Tutuapa é uma cidade da Guatemala do departamento de San Marcos.